# سیارک ۲۱۴۳۷
سیارک ۲۱۴۳۷ (به انگلیسی: 21437 Georgechen، نامگذاری:1998FG117) بیست و یک هزار و چهارصد و سی و هفتمین سیارک کشف شده‌است که در ۳۱ مارس ۱۹۹۸ کشف شد.
قدر مطلق سیارک برابر ۲۱.۴ است.